# Nobuyoshi Nishimura
Pour les articles homonymes, voir Nishimura.
Nobuyoshi Nishimura (西村 誠芳, Nishimura Nobuyoshi) est un character designer et animateur japonais né le 18 février 1963 à Nagasaki. Il a rejoint le Studio Dove en 1983 et a œuvré sur divers séries d'anime mettant le plus souvent en scène des mechas. Ces travaux les plus notables ont été effectués sur la série After War Gundam X. Depuis 1996-97, il travaille pour la société de jeu vidéo Konami, réalisant notamment un travail remarqué sur la série Zone of the Enders.

## Travaux

### Animation
- Patlabor
- Mobile Suit Victory Gundam (1993) • Direction de l'animation
- Mobile Fighter G Gundam (1994-1995) • Direction de l'animation
- After War Gundam X (1996) • Character designer

### Jeux-vidéo
- 1998 : Metal Gear Solid • Animateur
- 2001 : Zone of the Enders • Directeur artistique, character designer, direction et storyboard des cinématiques, illustrateur packaging
- 2001 : Metal Gear Solid 2: Sons of Liberty • Animateur principal
- 2001 : Zone of the Enders: The 2nd Runner • Character designer • Superviseur animation 2D
- 2004 : Metal Gear Solid: The Twin Snakes • Animateur
- 2004 : Metal Gear Solid 3: Snake Eater • Animateur, storyboard
- 2004 : Boktai 2: Solar Boy Django • Illustrateur